# Den sista trippen
Den sista trippen är en svensk film från 2005 i regi av Henrik Wallgren. I rollerna ses bland andra Karin Nordwall, Love Ersare och Freddie Wadling.

## Handling
Lizzi och Isak är unga, kära och galna, men Rolf tänker göra allt för att rädda dem från sig själva.

## Medverkande
- Karin Nordwall
- Love Ersare
- Freddie Wadling
- Maria Hedborg
- Anders Lönnbro
- Sten Ljunggren
- Muschi Niederhaus
- Stefan Gödicke
- Emrik Larsson
- Isabelle Holmin von Saenger
- Jenny Svärdsäter
- Märta Wallgren

## Om filmen
Den sista trippen producerades av Adel Kjellström och Thomas Allercrantz för Röde Orm Film AB, Equator, Den fantastiska filmfabriken AB och Bländverk. Manus skrevs av Wallgren och fotograf och klippare Daniel Dohber. Filmen spelades in mellan den 19 september och 15 november 2003 och premiärvisades den 30 oktober på biograf Draken i Göteborg.